# Al-Qahira, Syria
Al-Qahira (tiếng Ả Rập: الصفا, còn được gọi là al-Safa) là một ngôi làng ở phía bắc Syria nằm trong Phân khu Ziyarah của huyện al-Suqaylabiyah ở Tỉnh Hama. Theo Cục Thống kê Trung ương Syria (CBS), al-Qahira có dân số 2.947 trong cuộc điều tra dân số năm 2004. Cư dân của nó chủ yếu là người Alawite, bao gồm các thành viên của giáo phái Murshidiyyun.